# Gladden Township
Gladden Township est un ancien township du comté de Dent dans le Missouri, aux États-Unis,.